# Bull Ridge
Bull Ridge ist ein Gebirgskamm im Südosten der Anvers-Insel im Palmer-Archipel vor der Westküste der Antarktischen Halbinsel. Er ragt südlich des Mount Français auf, von dem er durch einen Bergsattel getrennt ist.
Der Falkland Islands Dependencies Survey (FIDS) nahm zwischen 1955 und 1957 Vermessungen vor. Das UK Antarctic Place-Names Committee benannte ihn am 7. Juli 1959 nach George John Bull (* 1931), Dieselaggregatmechaniker auf der Station des FIDS auf Signy Island im Jahr 1955, der 1956 als Gehilfe und Bergsteiger der FIDS-Mannschaft am Arthur Harbour an den Vermessungen des Gebirgskamms beteiligt war.